# Moravský bílý hnědooký
Moravský bílý hnědooký je nejmladší Moravské národní plemeno králíka, které se začalo šlechtit v okolí Brna v roce 1971. Uznané bylo v roce 1984. Patří mezi středně velká plemena, váží 3-4 kg. Barva srsti je bílá. Oči jsou hnědé. V Česku se chová asi 100 chovných zvířat.